# Réserve naturelle nationale de la tourbière des Dauges
La réserve naturelle nationale de la tourbière des Dauges (RNN144) est une réserve naturelle nationale située dans le département de la Haute-Vienne. Classée en 1998, elle s'étend sur 200 ha et protège une tourbière et ses milieux environnants.

## Localisation

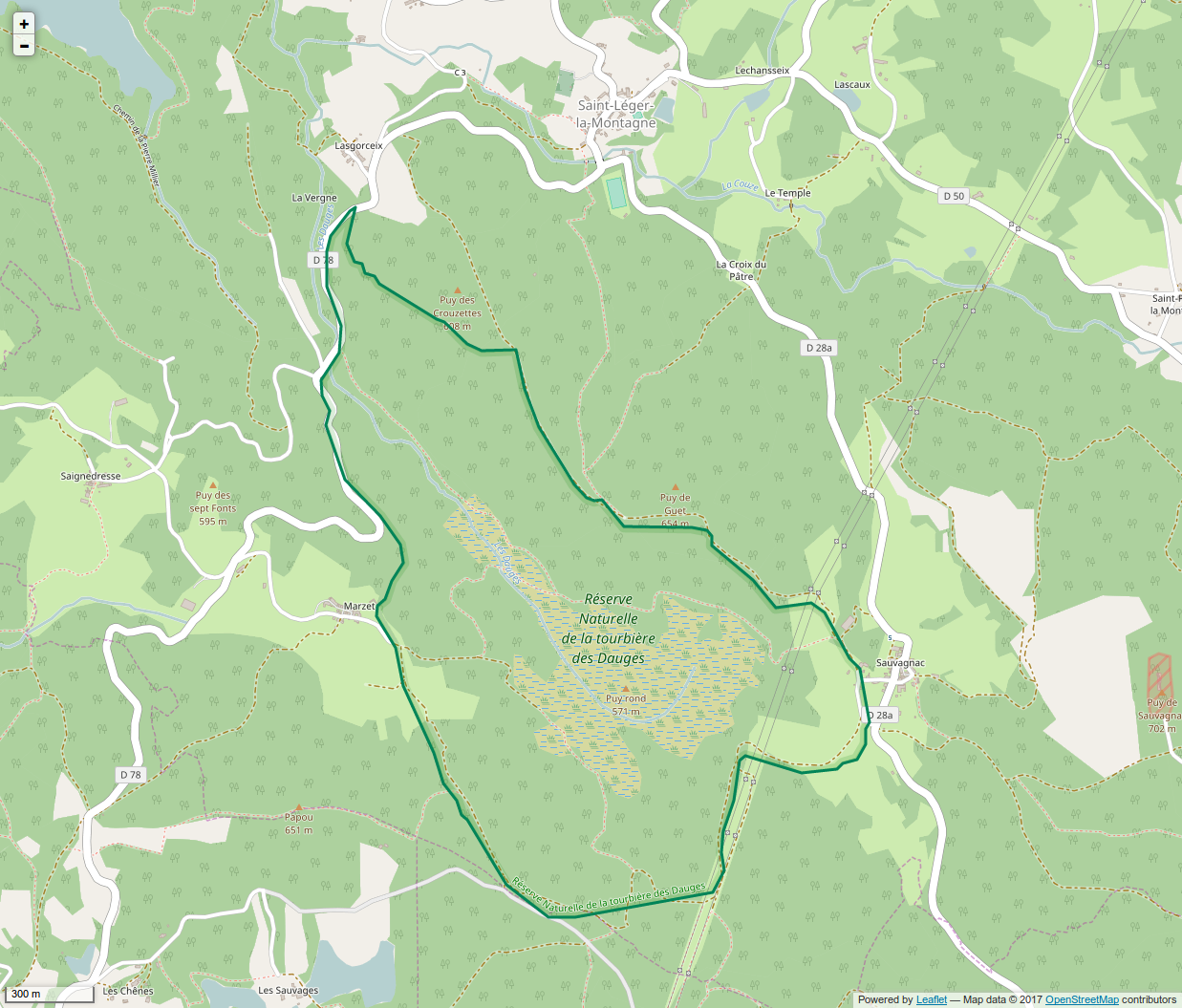
Périmètre de la réserve naturelle.

À 30 km au nord de Limoges, la réserve naturelle se situe dans les monts d'Ambazac en Haute-Vienne dans le Limousin. Le territoire se trouve sur la commune de Saint-Léger-la-Montagne, entre 550 m et 620 m d'altitude et entoure la tourbière homonyme.
Elle est située à proximité immédiate de la réserve naturelle régionale des Sauvages.

## Histoire du site et de la réserve
La formation de la tourbière est due à la présence d'un massif de granite qui a creusé une dépression avant la période post-glaciaire.
La première protection de ce site a été décidée dès 1982 avec un arrêté préfectoral de protection de biotope. La réserve fut créée en 1998.

## Écologie (biodiversité, intérêt écopaysager…)
La réserve protège la tourbière et les landes et prairies avoisinante. Son biotope principal est une tourbière de fond d'alvéole granitique. Les autres habitats sont des landes sèches de pente et des bois de feuillus pour l'essentiel.

### Flore

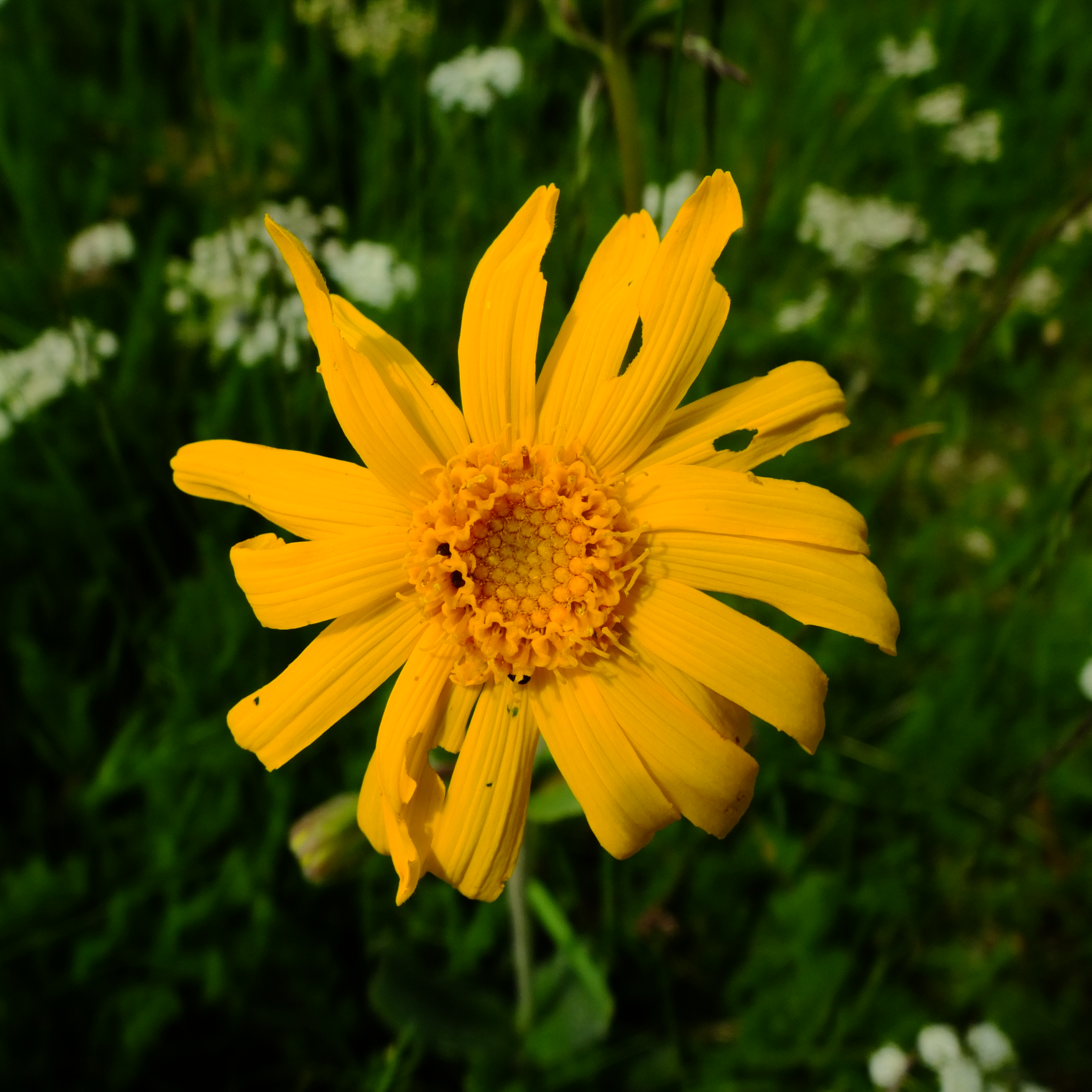
Arnica des montagnes.

La flore qui est présente sur le site est de type zone humide avec comme espèces déterminantes : Drosera à feuilles rondes, drosera intermédiaire, Lycopode en massue, Lycopode inondé, Spiranthe d’été, Arnica des montagnes,  Linaigrette engainée, Narthécie des marais, Trèfle d'eau.

### Faune
Parmi les mammifères fréquentant le site, on trouve la Loutre d'Europe. Les amphibiens sont représentés par le Crapaud sonneur à ventre jaune, les reptiles par le Lézard vivipare.

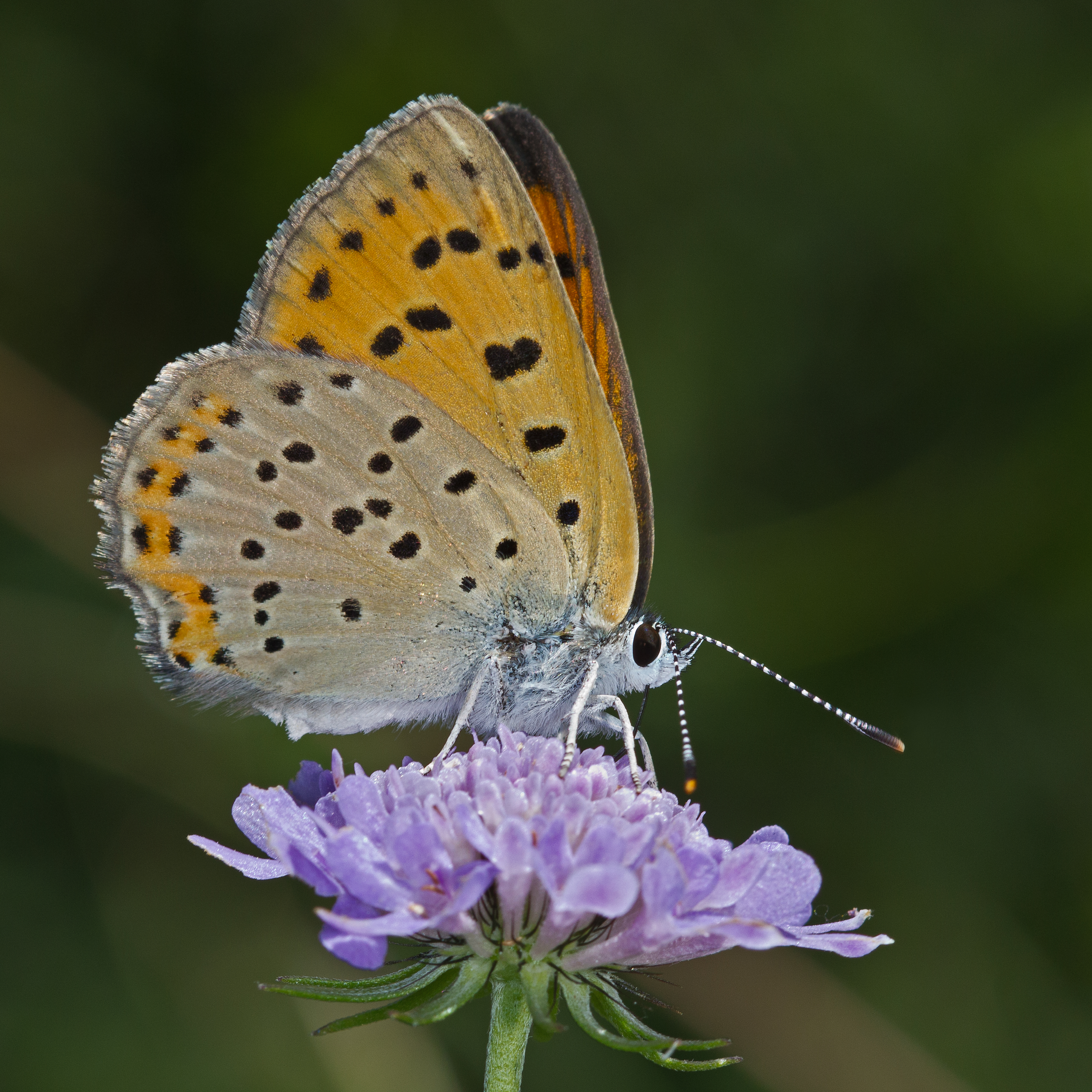
Cuivré mauvin.

Pour les insectes, on trouve dans les papillons les espèces suivantes : Azuré du serpolet, Damier de la succise , Cuivré mauvin, Hespérie du brome, Miroir. Les libellules comptent la Cordulie arctique. Citons également pour les coléoptères le Galéruque de la scutellaire et le Staphylin fossoyeur.

## Intérêt touristique et pédagogique
Deux sentiers balisés permettent la découverte des lieux.

## Administration, plan de gestion, règlement
La gestion de la réserve naturelle est confiée au Conservatoire d'espaces naturels du Limousin.
Les actions de gestion consistent à diminuer la progression des strates arbustives, afin de limiter la dynamique de fermeture du milieu. La gestion de la biodiversité des prairies et des landes est faite avec les agriculteurs locaux.

### Outils et statut juridique
La réserve naturelle a été créée par un décret du 15 septembre 1998.